# Maçãs de Dona Maria
Maçãs de Dona Maria is een plaats (freguesia) in de Portugese gemeente Alvaiázere en telt 2 177 inwoners (2001).